# Subdistricten van Brunei
Brunei is onderverdeeld in vier districten, die daerah worden genoemd. Deze zijn op hun beurt verdeeld in mukims of subdistricten. De mukimns zijn verder verdeeld in kampungs.

## Belait

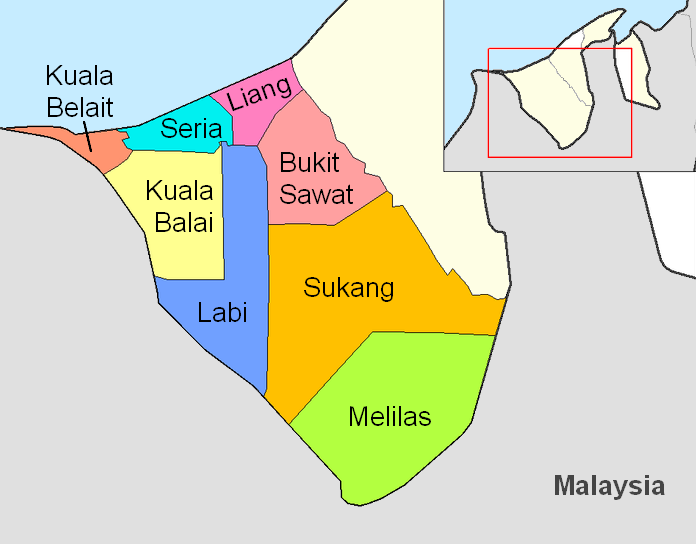
Mukims van Belait

- Bukit Sawat
- Kuala Balai
- Kuala Belait
- Labi
- Liang
- Melilas
- Seria
- Sukang

## Brunei en Muara

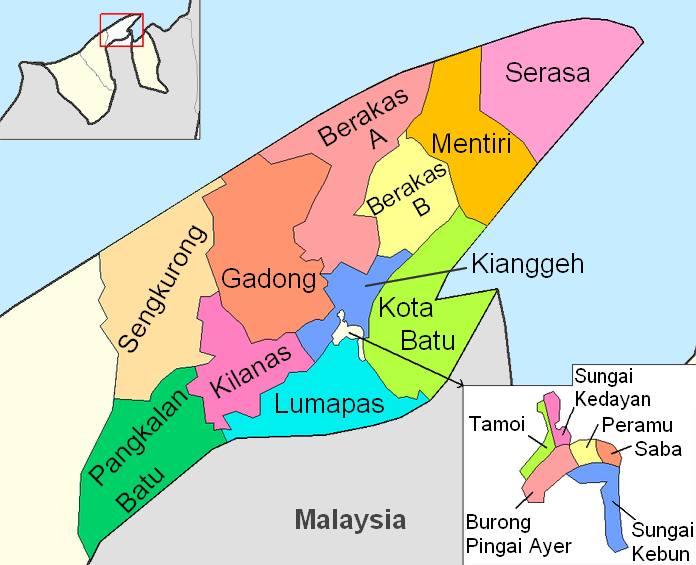
Mukims van het district Brunei en Muara

- Berakas A
- Berakas B
- Burong Pingai Ayer
- Gadong
- Kianggeh
- Kilanas
- Kota Batu
- Lumapas
- Mentiri
- Pangkalan Batu
- Peramu
- Saba, Brunei
- Sengkurong
- Serasa
- Sungai Kebun
- Sungai Kedayan
- Tamoi

## Temburong

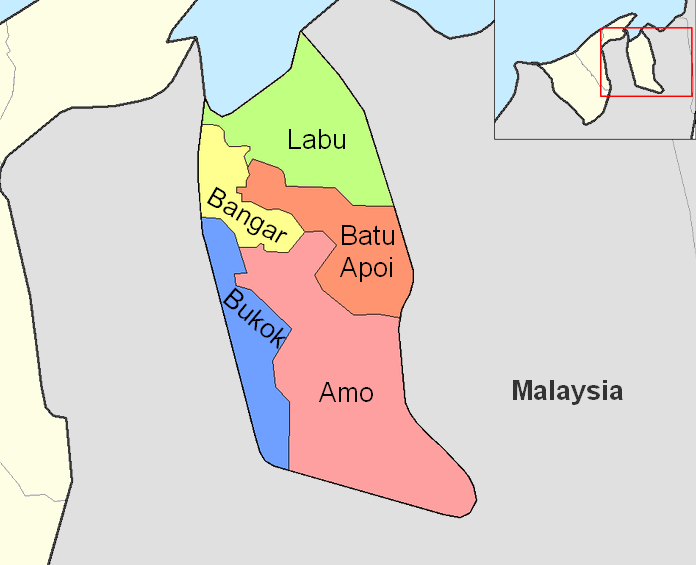
Mukims van Temburong

- Amo
- Bangar
- Batu Apoi
- Batu Apoi
- Labu

## Tutong

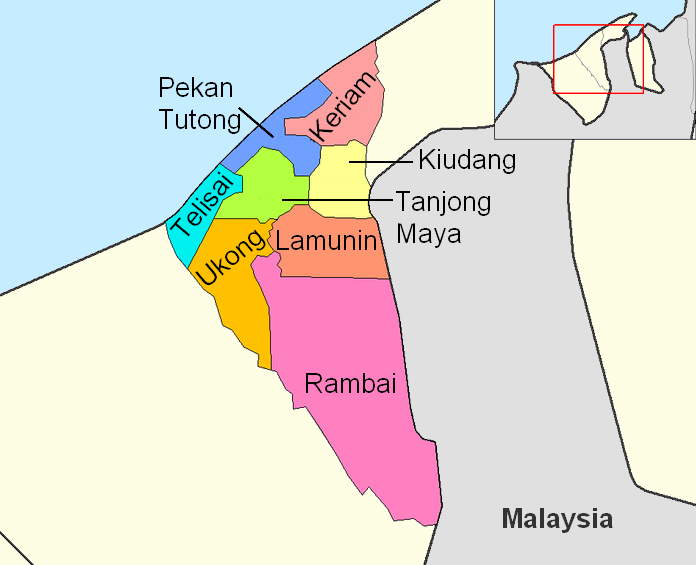
Mukims van Tutong

- Keriam
- Kiudang
- Lamunin
- Pekan Tutong
- Rambai
- Tanjong Maya
- Telisai
- Ukong